# Budapester Ghettos
Das Große Ghetto von Budapest wurde durch Dekret vom 29. November 1944 im VII. Bezirk von Budapest geschaffen. Es existierte von Dezember 1944 bis zum 27. Januar 1945. Tausende Menschen starben im Ghetto, doch überlebten dort rund 70.000 Personen. 25.000 Juden hatten sich außerhalb des Ghettos versteckt gehalten. Weitere 30.000 bis 35.000 hatten sich durch Schutzpässe im Internationalen Lager, einem zweiten Ghetto in Budapest, der Verfolgung entziehen können.

## Vor der Gründung des jüdischen Ghettos

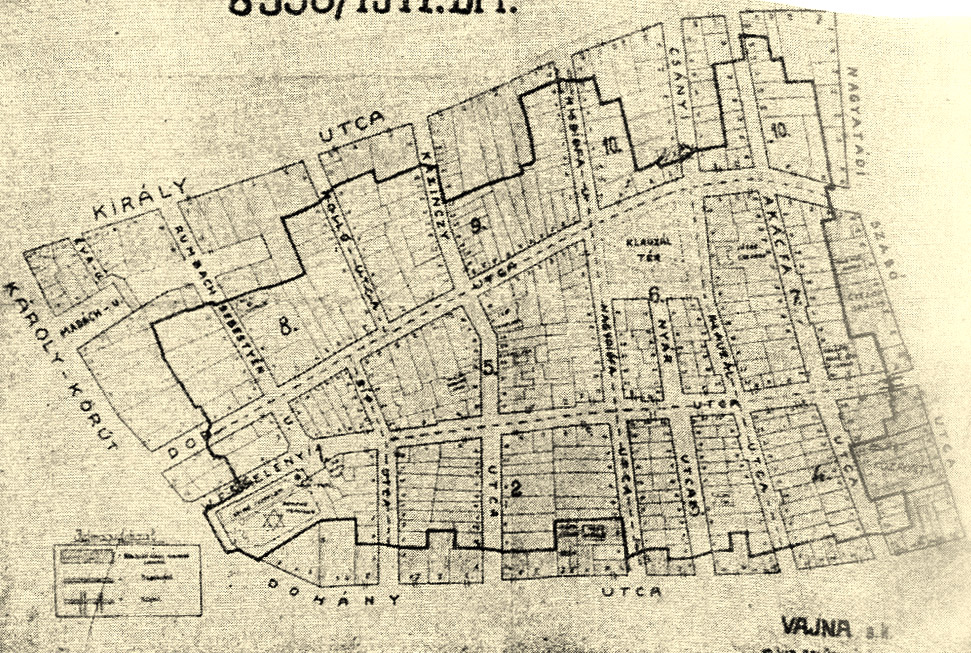
Gebiet des Ghetto, der Verlauf der Grenzen wurde durch ein Dekret von Gábor Vajna (1944) festgelegt

Die Juden außerhalb Budapests wurden von Mitte April bis zum Juli 1944 zusammengetrieben und deportiert, bis Miklós Horthy am 7. Juli befahl, die Deportationen einzustellen. Die Juden von Budapest waren zunächst noch nicht in einem Ghetto konzentriert. Stattdessen ordnete der damalige Bürgermeister am 16. Juni 1944 an, dass alle jüdischen Einwohner Budapests im Zeitraum zwischen dem 17. bis 24. Juli in sogenannte Sternenhäuser umziehen müssten, die mit einem Davidstern gekennzeichnet wurden. Diese 2639 Gebäude mit insgesamt 70.197 Räumen lagen in der Stadt verstreut.

## Einrichtung des jüdischen „Großen Ghettos“

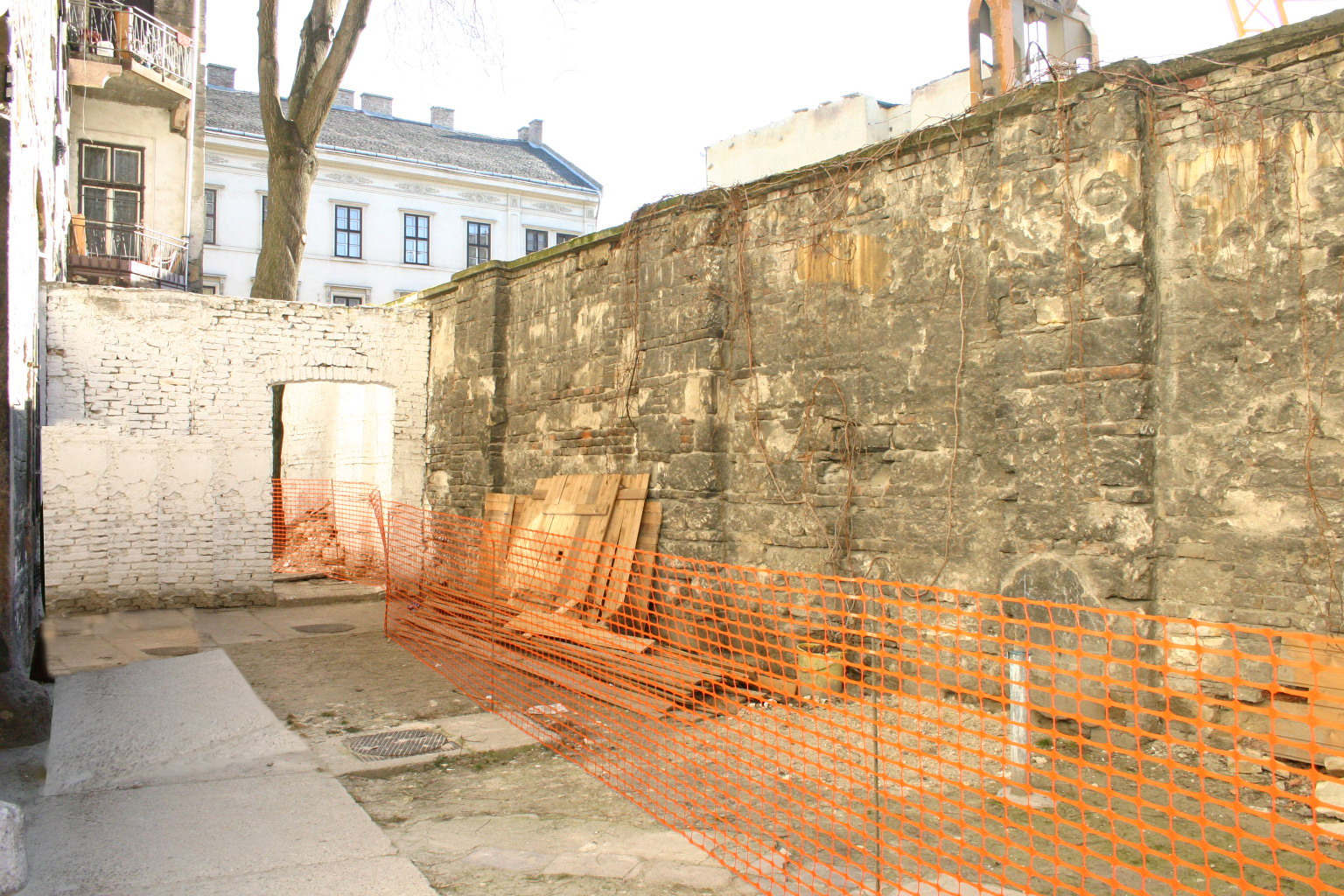
Bild der Ghettomauer, der letzte Abschnitt wurde 2006 abgerissen

Am 18. November 1944 wurde dem Judenrat, der die Aufsicht über die jüdische Gemeinde wahrnahm, offiziell mitgeteilt, dass die Bewohner der Sternenhäuser in ein benachbartes Ghetto im siebten Bezirk einziehen sollten. Der Grundriss des Gebiets ist ebenfalls in der Verordnung angegeben. Das Dekret sah vor, dass Juden, die in Budapest einen gelben Stern tragen müssen, auf eine Fläche von etwa 0,3 Quadratkilometern ziehen sollten. Der Stichtag für die Umzüge war der 7. Dezember 1944. Die dort lebenden nichtjüdischen Menschen mussten ihre Wohnung verlassen. Sie bekamen eine andere Wohnung. Es gab insgesamt 162 Sternenhäuser in dem ausgewiesenen Bereich.
Die zur Internierung gezwungenen Juden erreichten den zentral gelegenen Klauzál-Platz, wo ihre Wertsachen beschlagnahmt wurden. Die vier zentralen Tore wurden von Soldaten bewacht. Ursprünglich wurde von etwa 63.000 jüdischen Einwohnern, hauptsächlich Älteren und unter 16-Jährigen, erwartet, dass sie durchschnittlich 14 Personen pro Zimmer aufnehmen. Ein Seuchenausbruch wurde nur durch die Kälte verhindert. Die Versorgung von älteren Menschen und Patienten war durch den Medikamentenmangel stark eingeschränkt. Leichen wurden auf Haufen an verschiedenen Orten gelagert. Solche isolierten Orte waren der Klauzál-Platz, die Mikwe, und der Hof der örtlichen Synagoge.

## Internationales Ghetto
Ende November 1944 wurde das Areal zwischen Csáky-, Sziget-, Katona-Jozsef-Straße und Űjpesti-Kai abgesperrt und damit  das sogenannte Internationale Ghetto geschaffen. Dorthin wurden die Bewohner der Schutzhäuser zusammengezogen, die über einen gültigen Schutzpass eines neutralen Staates verfügten. In diesem Viertel, in dem sich die größten und modernsten Wohnhäuser befanden, sollten offiziell 17.000 Personen untergebracht werden; tatsächlich waren es über 33.000.
Dieser Ort versprach besonderen Schutz, doch wurde er bald zum Ziel von Pfeilkreuzler-Banden, die nach gefälschten Pässen und Bescheinigungen fahndeten. Am 4. Januar 1945 empfahl Raoul Wallenberg, dass die schwedischen Schutzjuden ins – eigentlich ungeschützte – Große Ghetto umziehen sollten.

## Befreiung des jüdischen Ghettos
Gegen Ende der Schlacht um Budapest kursierten im Januar 1945 Gerüchte, dass das Ghetto von den Deutschen bombardiert werden sollte, bevor Sowjettruppen dort ankamen. Am 17. und 18. Januar 1945 erreichten die sowjetischen Truppen das Zentrum von Pest. Während die Kämpfe in Buda fortgesetzt wurden, wurde das Pest-Ghetto befreit und seine bewaffnete Wache verschwand. Der um das Ghetto errichtete Holzzaun wurde fast sofort für Brennholz verwendet. 68.000 Personen überlebten die Internierung. Nach der Befreiung des Ghettos wurden ca. 3.000 Tote gefunden. Die meisten von ihnen wurden in Massengräbern beigesetzt.

## Fotografien
Der Fotograf Yevgeny Khaldei (andere Transkription Evgenii Khaldei), Schöpfer der zur Ikonografie gewordenen Darstellung Auf dem Berliner Reichstag, 2. Mai 1945, hat mehrere Fotos veröffentlicht, die er angeblich unmittelbar nach der Befreiung des Großen Ghettos Budapest gemacht haben will. Dies ist zumindest für zwei Fotos widerlegt.